# Indonesisch militair ordinariaat
Het Indonesisch militair ordinariaat (Indonesisch: Ordinariat Militer Indonesia) is een militair ordinariaat van de Rooms-Katholieke Kerk. Het ordinariaat is verantwoordelijk voor de zielzorg van de tot de Rooms-Katholieke Kerk behorende militairen van de Indonesische strijdkrachten en hun families. Het ordinariaat staat als immediatum onder rechtstreeks gezag van de Heilige Stoel. 

## Geschiedenis
Het ordinariaat werd op 25 december 1949 door Paus Pius XII als militair vicariaat opgericht. Het ordinariaat werd op 21 juli 1986 door paus Johannes Paulus II met de apostolische constitutie Spirituali militum curae verheven tot militair bisdom.

## Organisatie
In 2019 telde het ordinariaat 5 priesters.

## Bisschoppen
- Albert Soegijapranata (25 december 1949 - 22 juli 1963; titulair bisschop van Danaba, tevens apostolisch vicaris en later aartsbisschop van Semarang)
- Justinus Darmojuwono (8 juli 1964 - 31 december 1983; tevens aartsbisschop van Semarang, kardinaal in 1967)
- Julius Riyadi Darmaatmadja (28 april 1984 - 2 januari 2006; tevens aartsbisschop van Semarang en later Jakarta, kardinaal in 1994)
- Ignatius Suharyo Hardjoatmodjo (2 januari 2006 - heden; tevens aartsbisschop van Semarang en later Jakarta, kardinaal in 2006)

## Galerij van afbeeldingen

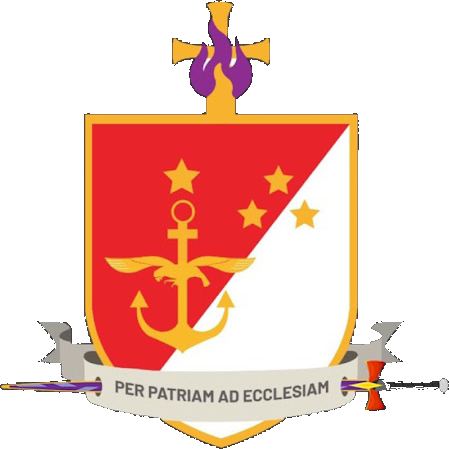
Wapen van het Indonesisch militair ordinariaat
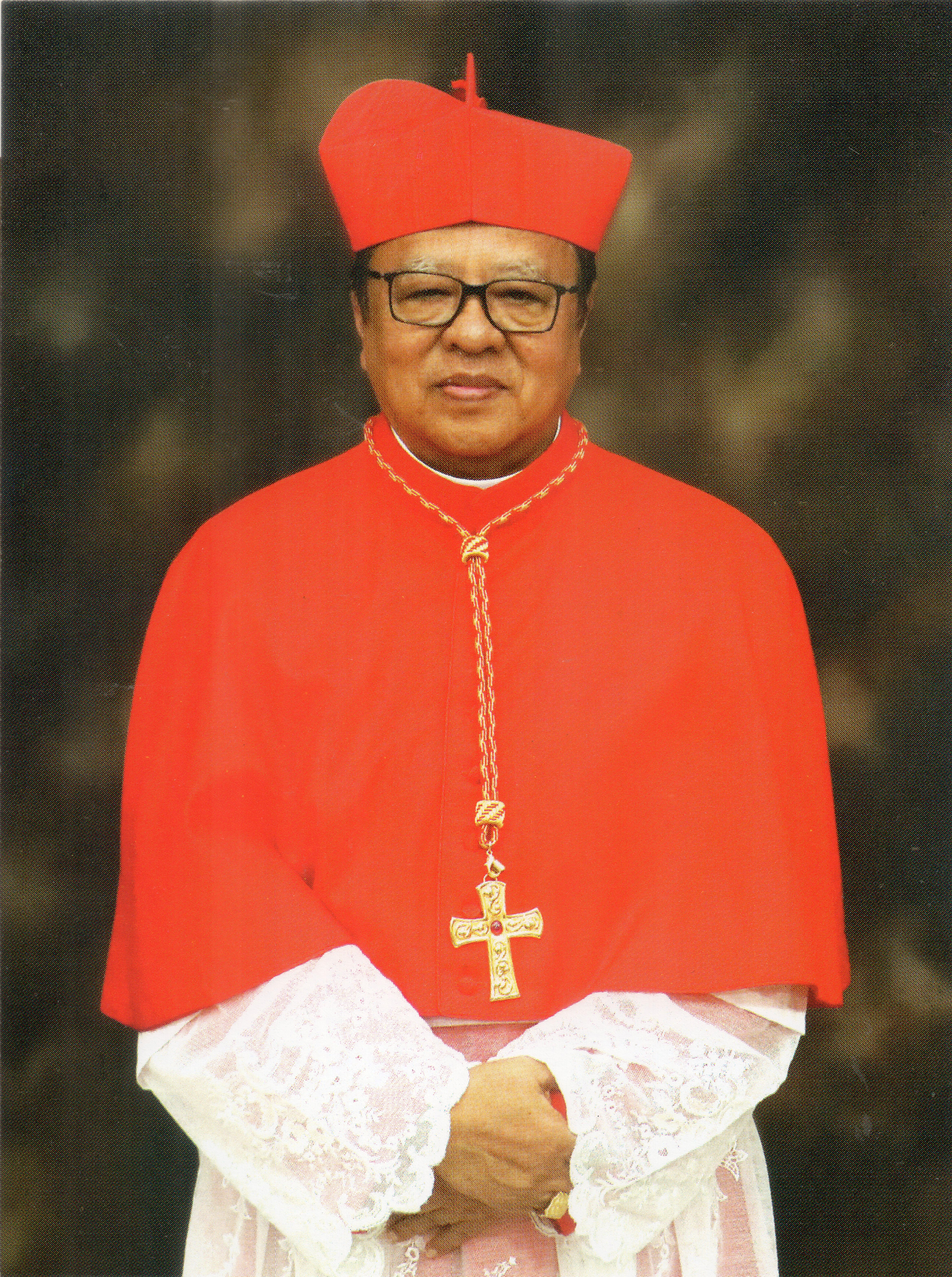
Militair bisschop Ignatius Suharyo Hardjoatmodjo (2006-heden), kardinaal in 2019
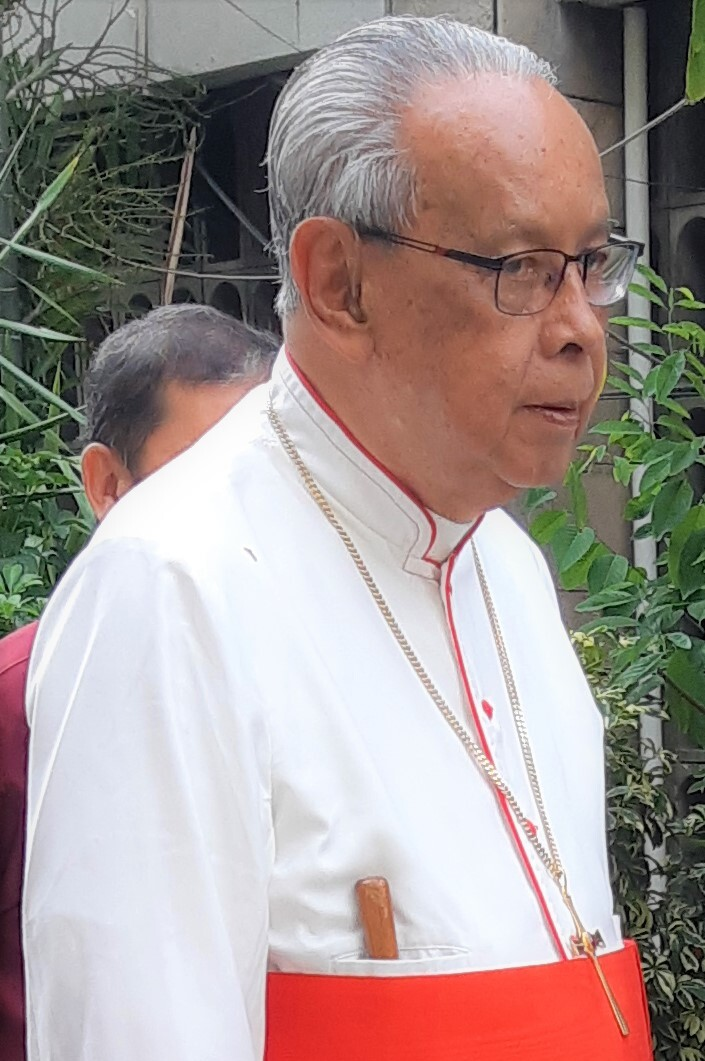
Militair bisschop Julius Riyadi Darmaatmadja (1984-2006), kardinaal in 1994